# Liste der Kulturdenkmäler in Welschbillig
In der Liste der Kulturdenkmäler in Welschbillig sind alle Kulturdenkmäler der rheinland-pfälzischen Ortsgemeinde Welschbillig einschließlich der Ortsteile Hofweiler, Ittel und Möhn aufgeführt. Im Ortsteil Träg sind keine Kulturdenkmäler ausgewiesen. Grundlage ist die Denkmalliste des Landes Rheinland-Pfalz (Stand: 7. Februar 2023).

## Welschbillig

### Denkmalzonen
| Bezeichnung                                | Lage                                                             | Baujahr         | Beschreibung | Bild                           |
| ------------------------------------------ | ---------------------------------------------------------------- | --------------- | --- | ------------------------------ |
| Denkmalzone Burg Welschbillig              | Burgstraße, Petersplatz Lage                                     | 13. Jahrhundert | ehemalige erzbischöfliche Wasserburg, 13. Jahrhundert, 1673 zerstört, erhalten der gotische Torbau und der Burggraben mit Umfassungsmauern und Eckturm sowie die Grabenbrücke; barockes Amtshaus (Petersplatz 1, Pfarrhaus), 1710/11, Architekt Philipp Honorius Ravensteyn; Brunnen aus dem 18. Jahrhundert, anstelle des Burghauses 1888 die Pfarrkirche erbaut, ehemaliges Amtshaus (Burgstraße 12) | weitere Bilder Fotos hochladen |
| Denkmalzone Kreuzherrenkloster Helenenberg | westlich des Ortes an der B 51 Lage                              | 1489            | 1489 Gründung des Konvents zur Leitung eines neuerbauten Spitals, barockes Klostergebäude, 1740 begonnen, barocke Klosterkirche, 1747 begonnen unter Einbeziehung des spätgotischen Chors, 1844 Errichtung eines neuen Herrenhauses (Villa Limbourg), Ökonomiegebäude aus dem 19. Jahrhundert, nach Brand des Klosters 1980 Wiederaufbau                                                               | weitere Bilder Fotos hochladen |
| Denkmalzone Ehrenfriedhof                  | nordwestlich des Ortes, nordöstlich von Kloster Helenenberg Lage | 1952/53         | Friedhof für die 1944/45 in und bei Helenenberg Gefallenen, 1952/53 in Terrassen angelegt, Heckeneinfassung | weitere Bilder Fotos hochladen |

### Einzeldenkmäler
| Bezeichnung                       | Lage                                                    | Baujahr                   | Beschreibung | Bild                                    |
| --------------------------------- | ------------------------------------------------------- | ------------------------- | --- | --------------------------------------- |
| Stadtbefestigung                  |                                                         | spätes 13. Jahrhundert    | begonnen im späten 13. Jahrhundert, im 14. und 15. Jahrhundert ausgebessert und ausgebaut, seit 1879 niedergelegt, Reste erhalten; erhalten an der Nordostseite Stadtmauerabschnitt hinter Zollstraße 6, 7, 9 (⊙); Trierer oder Schankstor (Zum Schankstor 12; ⊙); an der Nordseite Graben und Außenwall im Gelände ablesbar (⊙); Teile des Untersten Tores in der Burgstraße (⊙); Burgport (zwischen Zollstraße 7 und 9; ⊙) | Direkt Bild zu diesem Denkmal hochladen |
| Skulptur                          | Burgstraße, vor Nr. 1 Lage                              | 17. oder 18. Jahrhunderts | barockes Bildwerk des heiligen Petrus | BW                                      |
| Wegekreuz                         | Burgstraße, bei Nr. 13 Lage                             | 1766                      | Altarkreuz, bezeichnet 1766, Erneuerung 1906 | Fotos hochladen                         |
| Fassade                           | Burgstraße 14 Lage                                      | 1902                      | Fassade mit Stadtwappen, 1902 | Fotos hochladen                         |
| Marienkapelle                     | Kapellenstraße, vor Nr. 2 Lage                          | 1908                      | Marienkapelle, 1908; Nischenkreuz des 17. Jahrhunderts, Erneuerung bezeichnet 1731 | weitere Bilder Fotos hochladen          |
| Wegekreuz                         | Kapellenstraße, bei Nr. 5 Lage                          | 1871                      | Pfeilerkreuz, 1871 | BW                                      |
| Brunnen                           | Kapellenstraße, Ecke Helenenberger Straße Lage          | 1878                      | Laufbrunnen, bezeichnet 1878 | Fotos hochladen                         |
| Welschbilliger Universität        | Mühlenstraße 4 Lage                                     | ab 1500                   | ehemaliges Hofgut des Jesuitennoviziats, winkelförmige Anlage; Wohnhaus um 1500, Umbau bezeichnet 1729, Nebengebäude bezeichnet 1737, Ökonomie 1810/11 | BW                                      |
| Wegekreuz                         | Mühlenstraße, bei Nr. 9 Lage                            | 1726                      | Schaftkreuz, bezeichnet 1726, Erneuerung 1876 | BW                                      |
| Katholische Pfarrkirche St. Peter | Petersplatz Lage                                        | 1887–1890                 | neugotische dreischiffige Basilika, 1887–1890, Architekt Reinhold Wirtz, Trier | weitere Bilder Fotos hochladen          |
| Wohnhaus                          | Petersplatz 2 Lage                                      | 1778                      | spätbarockes Einhaus, bezeichnet 1778 | BW                                      |
| Nutzgarten                        | Trierer Straße ohne Nummer Lage                         |                           | historischer Nutzgarten innerhalb der ehemaligen Stadtummauerung, Kreuzgarten | BW                                      |
| Wohnhaus                          | Trierer Straße 10 Lage                                  | 1910                      | Krüppelwalmdachbau, bezeichnet 1910 | BW                                      |
| Kreuze                            | Trierer Straße, auf dem Friedhof Lage                   | ab 1680                   | neubarocke Kreuzigungsgruppe, 1921; Nischenkreuz, bezeichnet 1680 | BW                                      |
| Wegekreuz                         | Von-Eltz-Straße, neben der Idesheimer Brücke Lage       | 1696                      | Schaftkreuz, bezeichnet 1696, Renovierung 1877 | Fotos hochladen                         |
| Hof des Domkapitels               | Zollstraße 4 Lage                                       | spätes 17. Jahrhundert    | stattliches Quereinhaus, spätes 17. Jahrhundert, Erneuerung im 18. Jahrhundert, Überformung um 1860 | BW                                      |
| Burgport                          | Zollstraße, zwischen Nr. 7 und 9 Lage                   |                           | gotischer Torturm der Stadtbefestigung, im 19. Jahrhundert zu Wohnhaus umgebaut, 1978 freigelegt | BW                                      |
| Altes Pfarrhaus                   | Zum Schankstor 1 Lage                                   | 1752                      | barocker Krüppelwalmdachbau, bezeichnet 1752 | BW                                      |
| Alte Schule                       | Zum Schankstor 9 Lage                                   | 1856                      | siebenachsiger Putzbau, 1856 | BW                                      |
| Schankstor                        | Zum Schankstor 12 Lage                                  |                           | auch Trierer Tor; Torturm der Stadtbefestigung, im 19. Jahrhundert zu Wohnhaus umgebaut | BW                                      |
| Wegekreuz                         | östlich des Ortes an der B 422, nahe der Burgmühle Lage | 1747                      | barockes Schaftkreuz, bezeichnet 1747 | BW                                      |
| Kostermühle                       | östlich des Ortes an beiden Seiten des Bachs Lage       | um 1820                   | Mühle, um 1820, Wohnhaus, Krüppelwalmdachbau, 1908; bauliche Gesamtanlage | Fotos hochladen                         |
| Brücke                            | südöstlich des Ortes im Zuge der K 20 Lage              |                           | Brücke über den Möhner Graben; einbogige Konstruktion, Erneuerung 1872; Brückenkreuz | BW                                      |
| Kreuz auf Geid                    | südwestlich des Ortes am Bergsporn Lage                 | 1904                      | monumentales Sandsteinkreuz, bezeichnet 1904 | BW                                      |

## Hofweiler

### Denkmalzonen
| Bezeichnung                    | Lage                          | Baujahr                 | Beschreibung | Bild |
| ------------------------------ | ----------------------------- | ----------------------- | --- | ---- |
| Denkmalzone Ortskern Hofweiler | Markusstraße, Ringstraße Lage | 18. und 19. Jahrhundert | kennzeichnendes Ortsbild aus Streck- und Winkelhöfen des 18. und 19. Jahrhunderts um Markusstraße und Ringstraße einschließlich der im Nordwesten 1931 errichteten neuen Kirche | BW   |

### Einzeldenkmäler
| Bezeichnung                         | Lage                                                         | Baujahr | Beschreibung                                                                                         | Bild            |
| ----------------------------------- | ------------------------------------------------------------ | ------- | --- | --------------- |
| Katholische Filialkirche St. Markus | Itteler Straße, gegenüber Nr. 3 Lage                         | 1931    | Rotsandstein-Bruchstein-Saalbau, 1931, Architekt Josef Monz, Trier                                   | BW              |
| Wegekreuz                           | Itteler Straße, gegenüber Nr. 5 Lage                         | 1884    | Pfeilerkreuz, bezeichnet 1884                                                                        | Fotos hochladen |
| Wegekreuz                           | Markusstraße, bei Nr. 2 Lage                                 | 1868    | Pfeilerkreuz, bezeichnet 1868                                                                        | Fotos hochladen |
| Hofanlage                           | Markusstraße 10 Lage                                         | 1896    | Winkelhof, bezeichnet 1896, Wohnhaus mit Krüppelwalmdach, 1905                                       | BW              |
| Hofanlage                           | Ringstraße 1/3 Lage                                          | 1845    | stattlicher klassizistischer Streckhof, bezeichnet 1845, Erweiterung gegen Ende des 19. Jahrhunderts | BW              |
| Quereinhaus                         | Ringstraße 4/4a Lage                                         | 1784    | spätbarockes Quereinhaus, bezeichnet 1784                                                            | BW              |
| Wegekreuz                           | südlich des Ortes am Waldrand Lage                           | 1727    | barockes Schaftkreuz, bezeichnet 1727                                                                | Fotos hochladen |
| Wegekreuz                           | südöstlich des Ortes in der Verlängerung der Waldstraße Lage | 1682    | Schaftkreuz, bezeichnet 1682                                                                         | Fotos hochladen |

## Ittel

### Denkmalzonen
| Bezeichnung                | Lage                                                               | Baujahr                 | Beschreibung | Bild |
| -------------------------- | ------------------------------------------------------------------ | ----------------------- | --- | ---- |
| Denkmalzone Ortskern Ittel | Hofweilerstraße, Idesheimer Straße, Im Brühl, Kordeler Straße Lage |                         | kennzeichnendes Ortsbild mit Hofanlagen, meist Quereinhäusern, in teilweise geschlossenen Zeilen entlang der hangparallelen Straßen einschließlich der Brunnenanlagen, der rahmenden Haus- und Baumgärten und der Pfarrkirche mit dem Pfarrhof                              | BW   |
| Denkmalzone Weiler Kyll    | nordöstlich des Ortes im Kylltal Lage                              | 17. bis 19. Jahrhundert | Gebäudegruppe von ehemaligem Hofgut und Mühle am Flussübergang einschließlich Flussaue mit Mühlgraben und der 1896 anstelle eines Vorgängerbaus errichteten Kapelle, im Kern aus dem 17. Jahrhundert, mit Aus- und Neubauten des 19. Jahrhunderts; kennzeichnendes Ortsbild | BW   |

### Einzeldenkmäler
| Bezeichnung                                               | Lage                                                   | Baujahr                     | Beschreibung | Bild                                    |
| --------------------------------------------------------- | ------------------------------------------------------ | --------------------------- | --- | --------------------------------------- |
| Brunnen                                                   | Hofweilerstraße                                        | 19. Jahrhundert             | Laufbrunnen, Fassung des 19. Jahrhunderts | Direkt Bild zu diesem Denkmal hochladen |
| Hofanlage                                                 | Hofweilerstraße 3 Lage                                 | 1809                        | Zweiseithof, bezeichnet 1809 | BW                                      |
| Wegekreuz                                                 | Hofweilerstraße, bei Nr. 4 Lage                        | 1654                        | Balkenkreuz, bezeichnet 1654 | BW                                      |
| Brunnenstube                                              | Hofweilerstraße, Ecke Kordeler Straße Lage             | 1920er Jahre                | Brunnenstube, 1920er Jahre | BW                                      |
| Katholische Pfarrkirche St. Dionysius                     | Idesheimer Straße Lage                                 | um 1200                     | romanischer Turm, um 1200; nachbarocker Saalbau, 1810, neubarocke Erweiterung, 1927/28, Architekt Josef Monz, Trier; zugehörig ummauerter Kirchhof, Grabkreuze ab dem 17. Jahrhundert; ortsbildprägend | BW                                      |
| Pfarrhof                                                  | Idesheimer Straße 6 Lage                               | 1791                        | Pfarrhaus 1791, Umbau 1910, Pfarrsaal 1906; bauliche Gesamtanlage | BW                                      |
| Brunnen                                                   | Im Brühl, bei Nr. 4 Lage                               | 19. Jahrhundert             | Laufbrunnen, Fassung des 19. Jahrhunderts | BW                                      |
| Hofanlage                                                 | Kordeler Straße 2 Lage                                 | 1740                        | barocker Streckhof, bezeichnet 1740 | BW                                      |
| Hofanlage                                                 | Kordeler Straße 5 Lage                                 | Anfang des 19. Jahrhunderts | klassizistischer Streckhof, Anfang des 19. Jahrhunderts | BW                                      |
| Katholische Filialkirche St. Nikolaus                     | nördlich des Ortes im Kylltal (Weiler Wellkyll) Lage   | 1869                        | Hofkapelle, bezeichnet 1869 | BW                                      |
| Mühlengut                                                 | nördlich des Ortes (Weiler Wellkyll) Lage              | 18. und 19. Jahrhundert     | Dreiseithof, 18. und 19. Jahrhundert; bauliche Gesamtanlage | BW                                      |
| Katholische Filialkirche St. Mariä Unbefleckte Empfängnis | nordöstlich des Ortes (Weiler Kyll, Kylltalweg 1) Lage | 1897                        | neugotischer Saalbau, bezeichnet 1897 | BW                                      |
| Mühle                                                     | nordöstlich des Ortes (Weiler Kyll, Kylltalweg 6) Lage | 1829                        | ehemalige Mühle; Streckhof, bezeichnet 1829, Wohnhausausbau bezeichnet 1877 | BW                                      |
| Wegekreuz                                                 | östlich des Ortes an der K 16 Lage                     | spätes 16. Jahrhundert      | spätgotisches Nischenkreuz, spätes 16. Jahrhundert | Fotos hochladen                         |
| Wegekreuz                                                 | östlich des Ortes an der K 16 Lage                     | um 1700                     | barockes Schaftkreuz, um 1700 | BW                                      |
| Wegekreuz                                                 | südlich des Ortes an einem Wirtschaftsweg Lage         | 1719                        | Nischenkreuz, bezeichnet 1719 | BW                                      |
| Wegekreuz                                                 | westlich des Ortes an einem Wirtschaftsweg Lage        | frühes 19. Jahrhundert      | Schaftkreuz, frühes 19. Jahrhundert | BW                                      |

## Möhn

### Einzeldenkmäler
| Bezeichnung                        | Lage                                           | Baujahr | Beschreibung | Bild                           |
| ---------------------------------- | ---------------------------------------------- | ------- | --- | ------------------------------ |
| Hofanlage                          | In Möhn 1 Lage                                 | 1909    | Streckhof, bezeichnet 1909 | Fotos hochladen                |
| Brunnenstollen und -haus           | In Möhn, bei Nr. 9a Lage                       | 1929    | Brunnenstollen und -haus, Fassung 1929 | Fotos hochladen                |
| Katholische Filialkirche St. Luzia | In Möhn, bei Nr. 11 Lage                       | 1773/74 | ortsbildprägender barocker Saalbau, 1773/74, Architekten Michael Steuer und Johannes Seiz; romanischer Turm, 12. Jahrhundert; zugehörig ummauerter Kirchhof | weitere Bilder Fotos hochladen |
| Portal                             | In Möhn, an Nr. 26 Lage                        | 1747    | Barockportal, bezeichnet 1747 | Fotos hochladen                |
| Hofanlage                          | In Möhn 33 Lage                                | 1898    | stattlicher Streckhof, 1898 | Fotos hochladen                |
| Hofanlage                          | In Möhn 39 Lage                                | 1902    | kleiner Streckhof, bezeichnet 1902 | BW                             |
| Wegekreuz                          | am südlichen Ortsrand oberhalb der Kirche Lage | 1752    | Nischen-Balkenkreuz, bezeichnet 1752 | BW                             |
| Wegekreuz                          | östlich des Ortes an der K 21 Lage             | 1666    | Balkenkreuz, bezeichnet 1666 | BW                             |